# Bağlarbaşı, Midyat
Bağlarbaşı là một xã thuộc huyện Midyat, tỉnh Mardin, Thổ Nhĩ Kỳ. Dân số thời điểm năm 2010 là 462 người.